# Глафировка (Луганская область)
Глафировка (укр. Глафірівка) — село в Лутугинском районе Луганской области Украины. Под контролем самопровозглашённой Луганской Народной Республики. Входит в Першозвановский сельский совет.

## География
Соседние населённые пункты: город Лутугино, посёлки Ключевое на западе, Георгиевка на северо-западе, Фабричное на севере, сёла Терновое на северо-востоке, Переможное на востоке, Верхняя Ореховка, Пятигоровка, Карла Либкнехта на юго-востоке, Петро-Николаевка, Новофёдоровка, Волнухино на юге, посёлок Лесное на юго-западе.

## Население
Население по переписи 2001 года составляло 190 человек.

## Общие сведения
Почтовый индекс — 92030. Телефонный код — 6436. Занимает площадь 1,043 км².

## Местный совет
92030, Луганская обл., Лутугинский р-н, с. Першозвановка, ул. Ленина, 46; тел. 99-6-43